# 2003年阿里山小火車翻覆事故
2003年阿里山小火車翻覆事故是台灣一宗嚴重車禍及鐵路事故，在2003年3月1日發生於阿里山林業鐵路阿里山線，此事故造成17人死亡、205人輕重傷，是阿里山林業鐵路通車以來最慘重事故。

## 事故概要
2003年3月1日下午2時，事故列車由沼平車站開往神木車站，下午2時4分行經神木站前鐵橋時，第一節車廂突出軌碰撞山壁，第二、三節車廂則被卡在橋旁突出的山壁上，呈現45度及75度的大角度傾斜狀，第四節車廂則掉落約五公尺深的溪底。
事發後列車長即以無線電求援，阿里山工作站、山青及地方居民馳往救援，除了輕傷者可以自行爬出外，被擠壓在車廂內的乘客花不少時間救出，但因傷重，仍有10人當場死亡，7人送醫急救不治；其中以卡在橋與山壁中的二、三節車廂傷亡最為嚴重，這起事故成為阿里山林業鐵路通車以來最慘重事故。
在搶救過程中，發生消防署空中消防隊直升機「迫降」意外，馳往救援的消防人員目睹有傷患摔出機外死亡，不過檢察官與法醫複驗，判斷該死者致死原因為列車事故中造成的氣胸與顱內出血，非直升機迫降造成傷害而導致死亡
。

## 事故原因
嘉義地檢署檢察官前往阿里山小火車事故現場勘查之後，發現是車務人員沒有將連結機車和客車車廂之間的貫通煞車系統『角旋塞』打開，導致煞車失靈以致下坡時車速過快，車廂撞上山壁，才會發生這起意外，造成重大的死傷。鐵路專家後歸結出三大疏失，指出林務局相關人員完全未依標準作業程序操作，既未依規定開啟角旋塞，開車前也未進行氣軔測試，而且為省事圖方便，更事先把車廂底的氣缸全部放氣，才會釀成這起重大車禍。

## 後續
阿里山林業鐵路發生事故後全面停駛，3月5日時任行政院長游錫堃對罹難者表達深切哀悼，同時指示農委會繼續協助傷亡者家屬處理各項善後事宜。阿里山林鐵經過檢修，3月10日下午1時30分起恢復通車。
嘉義地檢署主任檢察官羅建勛表示，小火車溫姓檢車士沒有打開貫通煞車系統的角旋塞，如果他能打開，就不致造成這麼慘重的傷亡，因此過失較重，檢方求處有期徒刑3年6個月。蔡姓正駕駛、劉姓副駕駛，開車之前沒有確實查看角旋塞是否開啟，也沒有進行煞車氣軔試驗；蘇姓列車長沒有查看座位上方的煞車氣軔壓力表，並進行煞車軔試驗，3人都求處有期徒刑3年。2006年5月刑期最重的溫姓檢車士在經過2年收押後自鴆身亡。
事故地點現建有「阿里山森林鐵路癸未車難記事」紀念碑。

## 外部連結
- 17 die, 156 injured in Alishan train crash - Taipei Times（页面存档备份，存于）